# Camdenton (Misuri)
Camdenton es una ciudad ubicada en el condado de Camden en el estado estadounidense de Misuri. En el Censo de 2010 tenía una población de 3718 habitantes y una densidad poblacional de 261,86 personas por km².

## Geografía
Camdenton se encuentra ubicada en las coordenadas 38°0′48″N 92°45′5″O / 38.01333, -92.75139. Según la Oficina del Censo de los Estados Unidos, Camdenton tiene una superficie total de 14.2 km², de la cual 14.19 km² corresponden a tierra firme y (0.07%) 0.01 km² es agua.

## Demografía
Según el censo de 2010, había 3718 personas residiendo en Camdenton. La densidad de población era de 261,86 hab./km². De los 3718 habitantes, Camdenton estaba compuesto por el 94.97% blancos, el 0.32% eran afroamericanos, el 0.4% eran amerindios, el 0.54% eran asiáticos, el 0% eran isleños del Pacífico, el 1.43% eran de otras razas y el 2.34% pertenecían a dos o más razas. Del total de la población el 3.71% eran hispanos o latinos de cualquier raza.